# Karel Niessen
Pour les articles homonymes, voir Niessen.
Karel Frederik Niessen (1895 à Velsen aux Pays-Bas - 1967) est un physicien théoricien néerlandais. Il est connu pour ses contributions à la mécanique quantique, notamment le modèle Pauli-Niessen.

## Biographie
Karel Niessen commence ses études en physique à l'université d'Utrecht en 1914. En 1922, il obtient son Ph.D sous la supervision de L. S. Ornstein. De 1921 à 1928, il est assistant à la même université, il poursuit cependant, de 1925 à 1929, ses études post-doctorales à l'université Louis-et-Maximilien de Munich sous la supervision d'Arnold Sommerfeld, grâce à une bourse de la Fondation Rockefeller. Il profite aussi d'une bourse de la même fondation pour continuer des études, de 1928 à 1929, à l'université du Wisconsin à Madison.
En 1922, la thèse doctorale de Niessen et la thèse doctorale augmentée de Wolfgang Pauli étudient l'ion moléculaire d'hydrogène selon le modèle de Bohr-Sommerfeld. Leur approche est appelée le « modèle Pauli-Niessen ». Leurs travaux démontrent les failles des modèles courants en mécanique quantique, et donnent l'élan pour explorer d'autres voies,, ce qui mène à la création de la mécanique matricielle de Werner Heisenberg et Max Born en 1925 et à la création de la mécanique ondulatoire par Erwin Schrödinger en 1926.
Lorsque Niessen retourne aux Pays-Bas en 1929, il obtient un poste de physicien théoricien chez Philips à Eindhoven, qu'il occupera le restant de sa vie.

## Œuvres
(Liste incomplète)
- (de) Karel F. Niessen, Zur Quantentheorie des Wasserstoffmolekülions, Utrecht, Université d'Utrecht, 1922 Thèse de doctorat. Information tirée de Mehra et Rechenberg 2001, p. 932.
- (de) K. F. Niessen, « Zur Quantentheorie des Wasserstoffmolekülions », Annalen der Physik, vol. 70, nos 129-134,‎ 1923 (DOI 10.1002/andp.19233750205)
- (de) K. F. Niessen, « Ableitung des Planckschen Strahlungsgesetzes für Atome mit zwei Freiheitsgraden », Annalen der Physik, vol. 75, nos 743–780,‎ 1924 (DOI 10.1002/andp.19243802305)
- (de) K. F. Niessen, « Die Energieberechnung in einem sehr vereinfachten Vierkörperproblem », Zeitschrift für Physik, vol. 43, nos 9-10,‎ 1927, p. 675-693 (DOI 10.1007/BF01397330)
- (de) K. F. Niessen, « Überdie annähernden komplexen Lösungen der Schrödingerschen Differentialgleichun für den harmonischen Oszillator », Annalen der Physik, vol. 85,‎ 1928, p. 487-514 (DOI 10.1002/andp.19283900502) Tel qu'indiqué dans Jammer 1966, p. 279.
- (en) K. F. Niessen, « On the Saturation of the Electric and Magnetic Polarization of Gases in Quantum Mechanics », Phys. Rev., vol. 34,‎ 1929, p. 253-278 (DOI 10.1103/PhysRev.34.253)
- (de) K. F. Niessen, « Ein Gas in gekreuzten Feldern nach der Quantenmechanik », Zeitschrift für Physik, vol. 58, nos 1-2,‎ 1929, p. 63–74 (DOI 10.1007/BF01347931)
- (de) K. F. Niessen, « Über das akustische analogon der sommerfeldschen oberflächenwelle », Physica, vol. 8, no 3,‎ 1941, p. 337-343 (DOI 10.1016/S0031-8914(41)90074-5)
- (en) K. F. Niessen, « On one of Heisenberg's hypotheses in the theory of specific heat of superconductors », Physica, vol. 16, no 2,‎ 1950, p. 77-83 (DOI 10.1016/0031-8914(50)90065-6)

### Sources
- (en) Max Jammer, The Conceptual Development of Quantum Mechanics, McGraw Hill, 1966
- (en) Jagdish Mehra et Helmut Rechenberg, The Historical Development of Quantum Theory, vol. 5 : Erwin Schrödinger and the Rise of Wave Mechanics. Part 2 The Creation of Wave Mechanics: Early Response and Applications 1925 - 1926., Springer, 2001 (ISBN 0-387-95180-6)